# 亚历山大·帕夫洛维奇·亚历山德罗夫
亚历山大·帕夫洛维奇·亚历山德罗夫（俄語：Александр Павлович Александров，1943年2月20日—），苏联宇航员。

## 生平
1943年2月20日生于莫斯科。
1960年考入谢尔普霍夫军事航空技术学校无线电工程系（1962年改组为谢尔普霍夫高等指挥和工程学校）。1963年，无线电工程系撤销，他被调到空军部队服役。1963年11月至1964年8月，他在白俄罗斯维捷布斯克州的战略导弹部队任职。1964年，由于父亲去世，他提前退役。
1964年9月，他开始在第一实验设计局航天器控制系统部门担任技术员。1969年11月毕业于莫斯科高等技术学院夜校。1970年加入苏联共产党。1971年任高级工程师，1973年任首席工程师。他参与了绕月飞行的L1号飞船、联盟号载人飞船、礼炮一号空间站的飞行实验设计工作。他还开发了宇航员培训方法。1978年，他入选宇航员队伍，成为测试宇航员。
1983年6月27日至11月23日，他作为联盟T-9的飞行工程师，进行了第一次太空任务，成功与礼炮七号空间站对接。期间还进行了2次安装太阳能电池板的太空行走任务。

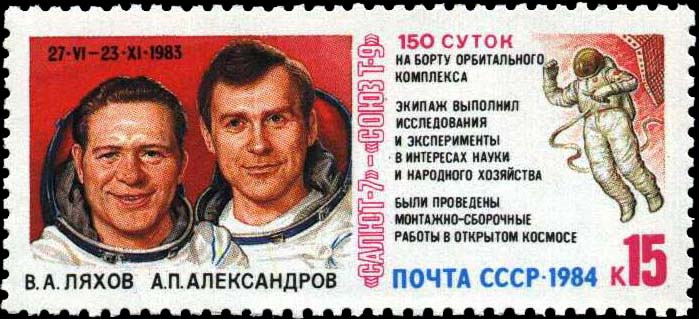
1984年发行的纪念邮票

1987年7月22日至12月29日，他作为苏联-叙利亚第一次合作计划EP-1任务组的飞行工程师，进行了第二次太空任务。7月22日，他与指令长亚历山大·维克托连科和叙利亚人穆罕默德·法里斯乘坐联盟TM-3宇宙飞船成功与和平号空间站对接。7月30日，他接替身体状况异常的亚历山大·拉维金，与尤里·罗曼年科一起留在和平号空间站工作，直到12月29日乘坐联盟TM-3返回地球。
1993年因年龄原因退役。1995年12月，他以独立候选人身份在第108号选区（梅季希）竞选第二届俄罗斯联邦国家杜马议员，以10.33%的得票率获得第三名，最终落选。2006年10月，任科罗廖夫能源火箭航天集团总裁顾问。

## 统计
| # | 发射载具 | 发射时间（UTC） | 对接空间站     | 着陆载具 | 着陆时间（UTC） | 时长总计          | 舱外活动次数 | 舱外活动时长 |
| - | -------- | --------------- | -------------- | -------- | --------------- | ----------------- | ------------ | ------------ |
| 1 | 联盟T-9  | 1983年6月27日   | 礼炮七号空间站 | 联盟T-9  | 1983年11月23日  | 149天10小时46分钟 | 2            | 5小时45分钟  |
| 2 | 联盟TM-3 | 1987年7月22日   | 和平号空间站   | 联盟TM-3 | 1987年12月29日  | 160天7小时16分钟  | 0            | 0            |
|   |          |                 |                |          |                 | 309天18小时02分钟 | 2            | 5小时45分钟  |

太空行走统计
| #      | 日期（UTC）   | 同伴                | 持续时长    |
| ------ | ------------- | ------------------- | ----------- |
| 1      | 1983年11月1日 | 弗拉基米尔·利亚霍夫 | 2小时50分钟 |
| 2      | 1983年11月3日 | 弗拉基米尔·利亚霍夫 | 2小时55分钟 |
| 总时长 | 总时长        | 总时长              | 5小时45分钟 |

## 荣誉
- 蘇聯英雄（1983年、1987年）
- 阿拉伯叙利亚共和国英雄（1987年）
- 列寧勳章（1983年、1987年）
- 太空探索優異獎章（2011年）

## 家庭
- 父亲：帕维尔·谢尔盖耶维奇·亚历山德罗夫（1907年－1964年）
- 母亲：瓦莲京娜·瓦西里耶夫娜·亚历山德罗娃（1912年－1998年）
- 妻子：娜塔莉亚·瓦连京诺夫娜·亚历山德罗娃（1948年－）